# Cheyletus eruditus
 (février 2012).
Espèce
Cheylectus eruditus est un acarien de maison (ou domestique) qui est responsable chez l'homme de certaines allergies comme l'asthme ou l’eczéma (syndrome) par exemple. Il est classé dans la catégorie des acariens prédateurs.

## Description
Cheyletus eruditus est un acarien prédateur qui vit généralement dans les réserves d'aliments, comme les greniers. Il vit également dans l'alimentation animale, la literie, la poussière, la litière de volaille, et de mammifères et de nids d'oiseaux. C. eruditus est de couleur blanche ou jaune pâle. La femelle mesure environ 0,5 mm de long, les mâles sont légèrement plus courts.

## Comportement
Cheyletus eruditus se nourrit de plusieurs variétés d'arthropodes (notamment des ravageurs des denrées stockées) comme :
- larves au premier stade d'insectes granivores (Cryptolestes ferrugineus (en)),
- premier et deuxième stades larvaires de Cucujide longicorne (scarabée de farine),
- œufs de Ctenocephalides felis (puces de chat),
- psoques (poux des livres, Psocoptera).

## Cheyletus erudituset l'Homme

### Allergies
Cette espèce d'acarien provoque des allergies comme l'asthme, qui est caractérisé par des difficultés à respirer et par une sensation d’oppression.
Il peut aussi provoquer de l'eczéma qui se traduit par des rougeurs et démangeaisons localisées sur plusieurs parties du corps.
Cheylectus eruditus peut également provoquer une rhinite allergique perannuelle qui se manifeste lorsque les allergènes entrent en contact avec la zone ORL. Les symptômes typiques de la rhinite allergique sont des éternuements, un écoulement nasal clair et une obstruction nasale plus ou moins importante, symptômes qui sont souvent associés à tort à une conjonctivite.
Le plus souvent les allergies dues aux acariens se manifestent au début de l'automne, car le climat plus humide est propice à leur prolifération.

## Sources
- Fiche de description de Cheyletus eruditus sur le site du Musée d'histoire naturelle de Londres